# Wulfgar (Ramsbury)
Wulfgar († 985) war Bischof von Ramsbury. Er wurde 981 zum Bischof geweiht und trat sein Amt im selben Jahr an. Er starb 985.